# Ayyub Khan
Ayyub Khan (mort 1914) fou emir de l'Afganistan a Herat i Kandahar. Era el quart fill de Shir Ali i germà de Muhammad Yakub Khan.
El 1873 Shir Ali va nomenar al seu fill Abd Allah Djan com a hereu, i Ayyub Khan, que aspirava a la successió, va fugir a Pèrsia. El 1879 Yakub Khan va succeir a Shir Ali, i Ayyub va retornar i el març de 1880 va rebre del seu germà el càrrec de governador d'Herat. Al final de la Segona guerra angloafganesa (1878-1880) el govern de Lord Lytton va escollir a un membre dels sadozai, anomenat també Shir Ali, com wali de Kandahar, però Ayyub el va atacar i el va derrotar; les tropes britàniques enviades sota comandament del general Burrows foren derrotades a Maiwand el 27 de juliol de 1880, però Lord Frederick Roberts va efectuar una marxa ràpida de Kabul a Kandahar i va aconseguir derrotar a Ayyub que es va haver de retirar cap a Herat.
Quan Abd al-Rahman Khan va ser nomenat emir de l'Afganistan, va intentar estendre la seva autoritat a tot el país i el juliol de 1881 Ayyub Khan d'Herat li va declarar la guerra al·legant que havia estat nomenat pels anglesos, i es va apoderar de Kandahar, pero Abd al-Rahman el va derrotar a les planes de Kandahar (setembre) i el va obligar a retirar-se cap a Herat. Les forces vencedores van continuar cap aquesta ciutat a la que finalment van entrar el 2 d'octubre. Ayyub es va haver de retirar cap a Mashad a Pèrsia.
El 1887 durant la revolta dels ghalzai, va envair Afganistan i va provar d'establir-se a Herat i Kandahar, però fou derrotat i va haver de fugir cap a l'Índia Britànica on va romandre fins a la seva mort el 6 d'abril de 1914